# 莱索纳
莱索纳（義大利語：Lessona），是意大利比耶拉省的一个市镇。总面积12.78平方公里，人口2,662人，人口密度208人/平方公里（2020年）。ISTAT代码为096085。
2016年1月1日，原克罗萨市镇合并至本市镇。